# Rubber Duck (tác phẩm điêu khắc)

Sydney, 2013

Rubber Duck hay còn được gọi là Chú vịt vàng khổng lồ, là một trong nhiều các tác phẩm điêu khắc khổng lồ có thể nổi trên mặt nước được thiết kế bởi nghệ sĩ Hà Lan Florentijn Hofman. Các tác phẩm này có nhiều kích thước khác nhau, trong đó tác phẩm năm 2007 là vịt cao su lớn nhất trên thế giới, với kích thước 26×20×32 mét (85×66×105 ft) và nặng hơn 600 kg (1.300 lb).

## Thiết kế
Tác giả của vịt cao su khổng lồ, Florentijn Hofman, cố gắng mang giải trí đến khắp thế giới bằng một tour có tên "Mang niềm vui đi khắp thế giới" trong năm 2007. Với mục đích khơi gợi lại những ký ức tuổi thơ của mọi người, chú vịt đã xuất hiện tại 14 thành phố, và cuộc hành trình bắt đầu từ quê hương Amsterdam, Hà Lan.
Để hoàn tất chú vịt cao su khổng lồ, tác giả phải dùng hơn 200 miếng nhựa PVC. Phía đuôi có một cửa cho phép các nhân viên có thể kiểm tra kết cấu chú vịt. Ngoài ra, bên trong thân vịt có một quạt gió điện để bơm đầy không khí trong chú vịt bất kỳ lúc nào, bất kể điều kiện thời tiết.

## Trưng bày
Từ năm 2007, những phiên bản khác nhau của vịt cao su khổng lồ đã được trưng bày ở Amsterdam, Baku, Lommel (Bỉ), Osaka, cảng Sydney, Sao Paulo và Hong Kong. Khi lần đầu đến với nước Mỹ, chú vịt xuất hiện tại Pittsburgh, từ ngày 27 tháng 9 năm 2013 đến 20 tháng 10 năm 2013. Hơn 1 triệu người được cho là đã đến xem buổi triển lãm chú vịt tại Pittsburgh.
Năm 2009, trong lúc đang trưng bày tại Bỉ, một số người đã cố ý phá hoại biểu tượng này bằng 42 nhát đâm vào Rubber Duck.
Dưới đây là kích thước và địa điểm của từng chú vịt theo thứ tự thời gian: 
- Việt Nam, từ 24 tháng 4 - 31 tháng 5 năm 2014 [10](13×14×15 mét (43×46×49 ft))
- Parramatta, Úc, từ 10-19 tháng 1 năm 2014 (13×14×15 mét (43×46×49 ft))
- Cơ Long, Đài Loan, 20 tháng 12 năm 2013 (25×18×18 mét (82×59×59 ft))
- Đào Viên, Đài Loan, 26 tháng 10 năm 2013 (25×18×18 mét (82×59×59 ft))
- Cao Hùng, Đài Loan, tháng 9 năm 2013 (25×18×18 mét (82×59×59 ft))[11][12]
- Baku, Azerbaijan, tháng 9 năm 2013 (12×14×16 mét (39×46×52 ft))[13]
- Bắc Kinh, Trung Quốc, tháng 9 năm 2013 (14×15×18 mét (46×49×59 ft))[14]
- Pittsburgh, Hoa Kỳ, tháng 9 năm 2013 (14×15×16,5 mét (46×49×54 ft))[15]
- Tsim Sha Tsui, Hồng Kông, tháng 5 năm 2013 (14×15×16,5 mét (46×49×54 ft))[16]
- Sydney, Úc, tháng 1 năm 2013 (13×14×15 mét (43×46×49 ft))[17]
- Hasselt, Bỉ, tháng 7 năm 2012 (12×14×16 mét (39×46×52 ft))[18]
- Onomichi, Nhật Bản, 2012 (10×11×13 mét (33×36×43 ft))
- Auckland, New Zealand, tháng 2 năm 2011 (12×14×16 mét (39×46×52 ft))
- Osaka, Nhật Bản, tháng 12 năm 2010 (10×11×13 mét (33×36×43 ft))
- São Paulo, Brasil, 2008 (12×14×16 mét (39×46×52 ft))
- Saint-Nazaire, Pháp, 2007 (26×20×32 mét (85×66×105 ft))[19]

Chú vịt đến Hồng Kông để triển lãm từ ngày 1 tháng Năm đến ngày 9 tháng 6 năm 2013 nhưng đã bị tháo hết hơi vào ngày 15 tháng 5. Sự cố được khắc phục và chú vịt được trưng bày trở lại vào ngày 20 tháng 5. Nó đã bị hư hại và xì hơi một lần nữa vào ngày 2 tháng 11 sau một trận động đất ở Đài Loan, trước khi nổ tung tại Cơ Long, Đài Loan vào ngày 31 tháng 12 năm 2013.

## Chú Vịt Vàng Khổng lồ
Ngày 4 tháng 6 năm 2013, Sina Weibo, trang microblog nổi tiếng nhất của Trung Quốc, đã khóa các từ "Hôm nay", "Tối nay", "4 tháng 6", và "Chú Vịt Vàng Khổng lồ". Nếu tìm kiếm những từ này, một thông báo sẽ xuất hiện "theo những luật có liên quan, hiến pháp và các chính sách, các kết quả tìm kiếm sẽ không được hiển thị". Lý do của việc bị kiểm duyệt là do một phiên bản photoshop của Tank Man, đã thay tất cả các xe tăng bằng biểu tượng chú vịt và lan truyền khắp Sina Weibo.